# Liste des chapelles des Pyrénées-Atlantiques
La liste des chapelles des Pyrénées-Atlantiques présente les chapelles de culte catholique situées sur le territoire des communes du département français des Pyrénées-Atlantiques. Il est fait état des diverses protections dont elles peuvent bénéficier, et notamment les inscriptions et classements au titre des monuments historiques.
Toutes sont situées dans le diocèse de Bayonne, Lescar et Oloron.

## Liste
| Chapelle                                                     | Commune                         | Adresse                                                                   | Coordonnées                        | Notice         | Protection | Date | Illustration                                                 |
| ------------------------------------------------------------ | ------------------------------- | ------------------------------------------------------------------------- | ---------------------------------- | -------------- | ---------- | ---- | ------------------------------------------------------------ |
| Chapelle Saint-Saturnin de Jouers                            | Accous                          |                                                                           | 42° 59′ 08″ nord, 0° 35′ 47″ ouest | « PA00084301 » | Inscrit MH | 1986 | Chapelle Saint-Saturnin de Jouers                            |
| Chapelle Notre-Dame-de-l'Aubépine d'Ainhoa                   | Ainhoa                          |                                                                           | 43° 18′ 12″ nord, 1° 28′ 57″ ouest |                |            |      | Chapelle Notre-Dame-de-l'Aubépine d'Ainhoa                   |
| Ancienne chapelle du château de Brindos                      | Anglet                          |                                                                           | 43° 27′ 46″ nord, 1° 31′ 48″ ouest |                |            |      | Ancienne chapelle du château de Brindos                      |
| Chapelle des Bernardines des Cinq Cantons                    | Anglet                          |                                                                           | 43° 27′ 46″ nord, 1° 31′ 21″ ouest |                |            |      | Chapelle des Bernardines des Cinq Cantons                    |
| Chapelle du Nid Basque de la Chambre d'Amour                 | Anglet                          |                                                                           | 43° 29′ 51″ nord, 1° 32′ 27″ ouest |                |            |      | Chapelle du Nid Basque de la Chambre d'Amour                 |
| Chapelle Notre-Dame-du-Refuge de Cinq Cantons                | Anglet                          |                                                                           | 43° 29′ 49″ nord, 1° 31′ 32″ ouest |                |            |      | Chapelle Notre-Dame-du-Refuge de Cinq Cantons                |
| Chapelle en paille du couvent Saint-Bernard d'Anglet         | Anglet                          |                                                                           | 43° 30′ 11″ nord, 1° 31′ 20″ ouest |                |            |      | Chapelle en paille du couvent Saint-Bernard d'Anglet         |
| Chapelle de la Vierge-de-Toutes-les-Grâces de Xantxienea     | Arbonne                         |                                                                           | 43° 25′ 42″ nord, 1° 32′ 56″ ouest |                |            |      | Chapelle de la Vierge-de-Toutes-les-Grâces de Xantxienea     |
| Chapelle Saint-Pierre de Sillègue                            | Arbérats-Sillègue               |                                                                           | 43° 20′ 23″ nord, 0° 59′ 14″ ouest |                |            |      | Image manquante Téléverser                                   |
| Chapelle de l'Ascension de Larrebieu                         | Arrast-Larrebieu                |                                                                           | à géolocaliser                     |                |            |      | Chapelle de l'Ascension de Larrebieu                         |
| Chapelle Saint-Michel d'Arudy                                | Arudy                           |                                                                           | 43° 06′ 07″ nord, 0° 25′ 54″ ouest |                |            |      | Chapelle Saint-Michel d'Arudy                                |
| Chapelle Saint-Jacques de Serres                             | Ascain                          |                                                                           | 43° 21′ 44″ nord, 1° 37′ 23″ ouest |                |            |      | Image manquante Téléverser                                   |
| Chapelle Notre-Dame-de-Malte de Paradis                      | Barcus                          |                                                                           | 43° 10′ 27″ nord, 0° 47′ 51″ ouest |                |            |      | Image manquante Téléverser                                   |
| Chapelle de Barcus                                           | Barcus                          |                                                                           | 43° 11′ 07″ nord, 0° 46′ 32″ ouest |                |            |      | Chapelle de Barcus                                           |
| Chapelle Notre-Dame de Bayonne                               | Bayonne                         |                                                                           | 43° 29′ 24″ nord, 1° 28′ 42″ ouest |                |            |      | Chapelle Notre-Dame de Bayonne                               |
| Chapelle de l'hôpital militaire de Bayonne                   | Bayonne                         |                                                                           | 43° 29′ 28″ nord, 1° 28′ 11″ ouest |                |            |      | Chapelle de l'hôpital militaire de Bayonne                   |
| Chapelle de l'hôpital Saint-Léon de Bayonne                  | Bayonne                         |                                                                           | 43° 28′ 55″ nord, 1° 28′ 51″ ouest |                |            |      | Chapelle de l'hôpital Saint-Léon de Bayonne                  |
| Chapelle diocésaine de Bayonne                               | Bayonne                         |                                                                           | à géolocaliser                     |                |            |      | Image manquante Téléverser                                   |
| Chapelle du Carmel de Bayonne                                | Bayonne                         |                                                                           | 43° 29′ 03″ nord, 1° 29′ 12″ ouest |                |            |      | Chapelle du Carmel de Bayonne                                |
| Chapelle du collège La Salle Saint-Bernard de Bayonne        | Bayonne                         |                                                                           | 43° 29′ 21″ nord, 1° 29′ 06″ ouest |                |            |      | Chapelle du collège La Salle Saint-Bernard de Bayonne        |
| Chapelle du couvent des Capucins de Bayonne                  | Bayonne                         |                                                                           | 43° 29′ 35″ nord, 1° 29′ 16″ ouest |                |            |      | Chapelle du couvent des Capucins de Bayonne                  |
| Chapelle du grand Séminaire de Bayonne                       | Bayonne                         |                                                                           | 43° 28′ 50″ nord, 1° 29′ 12″ ouest |                |            |      | Chapelle du grand Séminaire de Bayonne                       |
| Chapelle du grand Séminaire de Bayonne                       | Bayonne                         | L'ancien grand-séminaire, actuelle Cité des arts à Bayonne                | 43° 28′ 50″ nord, 1° 29′ 12″ ouest |                |            |      | Chapelle du grand Séminaire de Bayonne                       |
| Ancienne chapelle Notre-Dame-des-Sept-Douleurs de Bayonne    | Bayonne                         | aujourd'hui transformée en appartements. 60 bis av. de la Légion tchèque. | 43° 29′ 37″ nord, 1° 29′ 18″ ouest |                |            |      | Ancienne chapelle Notre-Dame-des-Sept-Douleurs de Bayonne    |
| Chapelle de la citadelle de Bayonne                          | Bayonne                         |                                                                           | 43° 29′ 54″ nord, 1° 28′ 26″ ouest |                |            |      | Chapelle de la citadelle de Bayonne                          |
| Chapelle du château de Biscardy                              | Bayonne                         |                                                                           | 43° 30′ 22″ nord, 1° 28′ 46″ ouest |                |            |      | Chapelle du château de Biscardy                              |
| Ancienne chapelle du collège de Marracq                      | Bayonne                         |                                                                           | 43° 28′ 42″ nord, 1° 28′ 59″ ouest |                |            |      | Image manquante Téléverser                                   |
| Chapelle d'Orcun                                             | Bedous                          |                                                                           | 42° 59′ 43″ nord, 0° 35′ 45″ ouest | « PA00084346 » | Classé MH  | 1984 | Chapelle d'Orcun                                             |
| Chapelle de Bagès                                            | Béost                           |                                                                           | à géolocaliser                     |                |            |      | Chapelle de Bagès                                            |
| Chapelle Saint-Jean-Baptiste de Capdeboscq                   | Bernadets                       |                                                                           | à géolocaliser                     |                |            |      | Image manquante Téléverser                                   |
| Chapelle Saint-Jean-Baptiste de Laruns                       | Berrogain-Laruns                |                                                                           | 43° 14′ 48″ nord, 0° 52′ 13″ ouest |                |            |      | Image manquante Téléverser                                   |
| Chapelle impériale de Biarritz                               | Biarritz                        |                                                                           | 43° 29′ 06″ nord, 1° 33′ 18″ ouest | « PA00084355 » | Classé MH  | 1981 | Chapelle impériale de Biarritz                               |
| Chapelle du Saint-Esprit de Biarritz                         | Biarritz                        |                                                                           | 43° 28′ 32″ nord, 1° 32′ 23″ ouest |                |            |      | Chapelle du Saint-Esprit de Biarritz                         |
| Chapelle Sainte-Madeleine de Bidart                          | Bidart                          |                                                                           | 43° 26′ 22″ nord, 1° 35′ 33″ ouest | « IA64000726 » |            |      | Chapelle Sainte-Madeleine de Bidart                          |
| Chapelle des Embruns de Bidart                               | Bidart                          |                                                                           | 43° 26′ 00″ nord, 1° 35′ 51″ ouest |                |            |      | Chapelle des Embruns de Bidart                               |
| Chapelle d'Uronea                                            | Bidart                          |                                                                           | 43° 26′ 05″ nord, 1° 35′ 19″ ouest |                |            |      | Chapelle d'Uronea                                            |
| Chapelle Saint-Joseph de Bidart                              | Bidart                          |                                                                           | 43° 25′ 41″ nord, 1° 36′ 18″ ouest |                |            |      | Chapelle Saint-Joseph de Bidart                              |
| Chapelle Notre-Dame de l'Ayguelade                           | Bielle                          |                                                                           | à géolocaliser                     |                |            |      | Image manquante Téléverser                                   |
| Chapelle Notre-Dame de Houndas de Bilhères                   | Bilhères                        |                                                                           | à géolocaliser                     |                |            |      | Chapelle Notre-Dame de Houndas de Bilhères                   |
| Chapelle Saint-Jacques de Borce                              | Borce                           |                                                                           | 42° 54′ 37″ nord, 0° 34′ 24″ ouest |                |            |      | Chapelle Saint-Jacques de Borce                              |
| Chapelle Notre-Dame-des-Sources de Cambo-les-Thermes         | Cambo-les-Bains                 |                                                                           | 43° 21′ 15″ nord, 1° 23′ 09″ ouest |                |            |      | Chapelle Notre-Dame-des-Sources de Cambo-les-Thermes         |
| Chapelle Saint-Jean-Baptiste de Bagarigue                    | Camou-Cihigue                   |                                                                           | 43° 07′ 46″ nord, 0° 54′ 36″ ouest |                |            |      | Chapelle Saint-Jean-Baptiste de Bagarigue                    |
| Chapelle Notre-Dame-de-Lourdes de Hoquy                      | Chéraute                        |                                                                           | 43° 13′ 46″ nord, 0° 49′ 51″ ouest |                |            |      | Chapelle Notre-Dame-de-Lourdes de Hoquy                      |
| Chapelle Notre-Dame d'Assouste                               | Eaux-Bonnes                     |                                                                           | 42° 59′ 01″ nord, 0° 24′ 40″ ouest | « PA00084385 » | Classé MH  | 1923 | Chapelle Notre-Dame d'Assouste                               |
| Chapelle Saint-Joseph de Guéthary                            | Guéthary                        |                                                                           | 43° 25′ 41″ nord, 1° 36′ 18″ ouest |                |            |      | Chapelle Saint-Joseph de Guéthary                            |
| Chapelle de Koskenia                                         | Guéthary                        |                                                                           | 43° 25′ 33″ nord, 1° 36′ 29″ ouest |                |            |      | Chapelle de Koskenia                                         |
| Chapelle du Sacré-Cœur d'Hasparren                           | Hasparren                       |                                                                           | 43° 22′ 53″ nord, 1° 18′ 18″ ouest | « PA64000004 » | Classé MH  | 2011 | Chapelle du Sacré-Cœur d'Hasparren                           |
| Chapelle de la Trinité d'Elizaberriko                        | Hasparren                       |                                                                           | 43° 23′ 31″ nord, 1° 19′ 25″ ouest |                |            |      | Image manquante Téléverser                                   |
| Chapelle Saint-Vincent d'Hélette                             | Hélette                         |                                                                           | 43° 18′ 08″ nord, 1° 15′ 36″ ouest |                |            |      | Chapelle Saint-Vincent d'Hélette                             |
| Chapelle de la maison de repos Saint-Vincent de Hendaye      | Hendaye                         |                                                                           | 43° 21′ 13″ nord, 1° 46′ 19″ ouest |                |            |      | Image manquante Téléverser                                   |
| Chapelle du château d'Abbadia                                | Hendaye                         |                                                                           | 43° 22′ 39″ nord, 1° 44′ 57″ ouest |                |            |      | Chapelle du château d'Abbadia                                |
| Chapelle Saint-André de Soroheta                             | Irouléguy                       |                                                                           | à géolocaliser                     |                |            |      | Image manquante Téléverser                                   |
| Chapelle Saint-Vincent d'Irouléguy                           | Irouléguy                       |                                                                           | 43° 10′ 48″ nord, 1° 17′ 48″ ouest | « IA64000468 » |            |      | Chapelle Saint-Vincent d'Irouléguy                           |
| Chapelle Saint-Sauveur de Jatxou                             | Jatxou                          |                                                                           | 43° 24′ 06″ nord, 1° 25′ 48″ ouest | « PA00084553 » | Inscrit MH | 1991 | Chapelle Saint-Sauveur de Jatxou                             |
| Chapelle de la Nativité de Rousse                            | Jurançon                        |                                                                           | 43° 15′ 38″ nord, 0° 25′ 19″ ouest |                |            |      | Chapelle de la Nativité de Rousse                            |
| Chapelle Notre-Dame de Guindalos                             | Jurançon                        |                                                                           | 43° 16′ 43″ nord, 0° 22′ 57″ ouest |                |            |      | Image manquante Téléverser                                   |
| Chapelle Notre-Dame de Clairence                             | La Bastide-Clairence            |                                                                           | 43° 25′ 37″ nord, 1° 15′ 22″ ouest |                |            |      | Chapelle Notre-Dame de Clairence                             |
| Chapelle Saint-Barthélemy de Laàs                            | Laàs                            |                                                                           | à géolocaliser                     |                |            |      | Image manquante Téléverser                                   |
| Chapelle Saint-Saturnin de Charritte-de-Haut                 | Lacarry-Arhan-Charritte-de-Haut |                                                                           | à géolocaliser                     |                |            |      | Chapelle Saint-Saturnin de Charritte-de-Haut                 |
| Chapelle du cimetière de Lacq                                | Lacq                            |                                                                           | 43° 24′ 44″ nord, 0° 37′ 14″ ouest |                |            |      | Chapelle du cimetière de Lacq                                |
| Chapelle de Naguile                                          | Lahonce                         |                                                                           | 43° 29′ 41″ nord, 1° 25′ 25″ ouest |                |            |      | Chapelle de Naguile                                          |
| Chapelle Saint-Étienne de Peyraube                           | Lamayou                         |                                                                           | 43° 22′ 33″ nord, 0° 02′ 55″ ouest | « PA64000005 » | Inscrit MH | 1996 | Chapelle Saint-Étienne de Peyraube                           |
| Chapelle de Mongaston                                        | Lamayou                         |                                                                           | à géolocaliser                     | « IA00027193 » |            |      | Image manquante Téléverser                                   |
| Chapelle Saint-Cyprien d'Ascombéguy                          | Lantabat                        |                                                                           | 43° 14′ 50″ nord, 1° 09′ 56″ ouest | « PA64000048 » | Inscrit MH | 2003 | Chapelle Saint-Cyprien d'Ascombéguy                          |
| Chapelle Saint-Étienne de Saint-Étienne (Lantabat)           | Lantabat                        |                                                                           | 43° 14′ 32″ nord, 1° 08′ 34″ ouest | « IA64000752 » |            |      | Image manquante Téléverser                                   |
| Chapelle Saint-Pierre de Behaune                             | Lantabat                        |                                                                           | 43° 16′ 18″ nord, 1° 06′ 51″ ouest | « IA64000757 » |            |      | Chapelle Saint-Pierre de Behaune                             |
| Chapelle Sainte-Marie du séminaire de Larressore             | Larressore                      |                                                                           | 43° 22′ 19″ nord, 1° 26′ 00″ ouest |                |            |      | Chapelle Sainte-Marie du séminaire de Larressore             |
| Chapelle de Gabas                                            | Larressore                      |                                                                           | 42° 53′ 27″ nord, 0° 25′ 42″ ouest | « PA00084426 » | Inscrit MH | 1957 | Chapelle de Gabas                                            |
| Chapelle Notre-Dame de Lestelle-Bétharram                    | Lestelle-Bétharram              |                                                                           | 43° 07′ 26″ nord, 0° 12′ 27″ ouest | « PA00084436 » | Classé MH  | 1989 | Chapelle Notre-Dame de Lestelle-Bétharram                    |
| Chapelle du bienheureux Saint-Michel-Garicoïtz               | Lestelle-Bétharram              |                                                                           | 43° 07′ 25″ nord, 0° 12′ 27″ ouest | « PA00084437 » | Inscrit MH | 1986 | Chapelle du bienheureux Saint-Michel-Garicoïtz               |
| Chapelle Saint-Christau de Saint-Christau le Pech d'Arric    | Lurbe-Saint-Christau            |                                                                           | à géolocaliser                     |                |            |      | Image manquante Téléverser                                   |
| Chapelle Saint-Jean-de-Berraute                              | Mauléon-Licharre                |                                                                           | à géolocaliser                     | « PA00084442 » | Inscrit MH | 1984 | Chapelle Saint-Jean-de-Berraute                              |
| Chapelle du lycée Saint-François de Mauléon-Licharre         | Mauléon-Licharre                |                                                                           | à géolocaliser                     |                |            |      | Chapelle du lycée Saint-François de Mauléon-Licharre         |
| Chapelle Sainte-Barbe d'Anchen                               | Menditte                        |                                                                           | à géolocaliser                     |                |            |      | Image manquante Téléverser                                   |
| Chapelle Saint-Sauveur d'Iraty                               | Mendive                         |                                                                           | à géolocaliser                     | « IA64000836 » |            |      | Chapelle Saint-Sauveur d'Iraty                               |
| Chapelle Saint-Barthélemy de Larrory                         | Moncayolle-Larrory-Mendibieu    |                                                                           | à géolocaliser                     |                |            |      | Image manquante Téléverser                                   |
| Chapelle Saint-Laurent de Mendibieu                          | Moncayolle-Larrory-Mendibieu    |                                                                           | à géolocaliser                     |                |            |      | Image manquante Téléverser                                   |
| Chapelle de Berlanne                                         | Morlaàs                         |                                                                           | 43° 19′ 37″ nord, 0° 17′ 23″ ouest |                |            |      | Chapelle de Berlanne                                         |
| Chapelle du château de Sarrabat                              | Morlaàs                         |                                                                           | 43° 20′ 12″ nord, 0° 17′ 21″ ouest |                |            |      | Image manquante Téléverser                                   |
| Chapelle de Moumour                                          | Moumour                         |                                                                           | à géolocaliser                     |                |            |      | Image manquante Téléverser                                   |
| Chapelle de Bérérenx                                         | Navarrenx                       |                                                                           | 43° 18′ 58″ nord, 0° 45′ 00″ ouest |                |            |      | Chapelle de Bérérenx                                         |
| Chapelle du château de Légugnon                              | Oloron-Sainte-Marie             |                                                                           | 43° 12′ 08″ nord, 0° 37′ 11″ ouest |                |            |      | Chapelle du château de Légugnon                              |
| Chapelle de l'Institution Moncade-Jeanne-d'Arc d'Orthez      | Orthez                          |                                                                           | à géolocaliser                     |                |            |      | Image manquante Téléverser                                   |
| Chapelle Saint-Nicolas d'Harambels                           | Ostabat-Asme                    |                                                                           | 43° 16′ 20″ nord, 1° 02′ 54″ ouest | « PA00084481 » | Classé MH  | 2001 | Chapelle Saint-Nicolas d'Harambels                           |
| Chapelle Notre-Dame-de-Piétat de Pardies-Piétat              | Pardies-Piétat                  |                                                                           | à géolocaliser                     |                |            |      | Chapelle Notre-Dame-de-Piétat de Pardies-Piétat              |
| Chapelle funéraire Guillemin-Montebello                      | Pau                             |                                                                           | 43° 17′ 52″ nord, 0° 22′ 51″ ouest | « PA64000020 » | Inscrit MH | 1997 | Chapelle funéraire Guillemin-Montebello                      |
| Chapelle du couvent des Réparatrices de Pau                  | Pau                             |                                                                           | 43° 17′ 50″ nord, 0° 21′ 27″ ouest |                |            |      | Chapelle du couvent des Réparatrices de Pau                  |
| Chapelle Saint-Maur de Pau                                   | Pau                             |                                                                           | à géolocaliser                     |                |            |      | Image manquante Téléverser                                   |
| Chapelle Saint-Michel de Pau                                 | Pau                             |                                                                           | à géolocaliser                     |                |            |      | Image manquante Téléverser                                   |
| Chapelle du château de Pau                                   | Pau                             |                                                                           | à géolocaliser                     |                |            |      | Chapelle du château de Pau                                   |
| Chapelle Saint-Jacques-le-Majeur de Moustrou                 | Piets-Plasence-Moustrou         |                                                                           | à géolocaliser                     |                |            |      | Image manquante Téléverser                                   |
| Chapelle Saint-Jean-Baptiste de Lescar                       | Puyoô                           |                                                                           | 43° 31′ 29″ nord, 0° 55′ 00″ ouest |                |            |      | Chapelle Saint-Jean-Baptiste de Lescar                       |
| Chapelle de la Sainte-Famille d'Urdazuri                     | Saint-Jean-de-Luz               |                                                                           | 43° 23′ 00″ nord, 1° 39′ 23″ ouest |                |            |      | Chapelle de la Sainte-Famille d'Urdazuri                     |
| Chapelle Mariaren Bihotz Garbiari d'Akotz                    | Saint-Jean-de-Luz               |                                                                           | 43° 24′ 41″ nord, 1° 37′ 25″ ouest |                |            |      | Chapelle Mariaren Bihotz Garbiari d'Akotz                    |
| Chapelle Notre-Dame-de-la-Paix du Lac                        | Saint-Jean-de-Luz               |                                                                           | 43° 23′ 58″ nord, 1° 39′ 06″ ouest |                |            |      | Chapelle Notre-Dame-de-la-Paix du Lac                        |
| Chapelle Saint-Joseph de Saint-Joseph (Pyrénées-Atlantiques) | Saint-Jean-de-Luz               |                                                                           | 43° 23′ 31″ nord, 1° 38′ 33″ ouest |                |            |      | Chapelle Saint-Joseph de Saint-Joseph (Pyrénées-Atlantiques) |
| Chapelle du chevalier Firmin van Bree                        | Saint-Jean-de-Luz               |                                                                           | 43° 24′ 06″ nord, 1° 39′ 36″ ouest |                |            |      | Chapelle du chevalier Firmin van Bree                        |
| Chapelle Saint-Michel-Garicoïtz de Saint-Jean-de-Luz         | Saint-Jean-de-Luz               |                                                                           | 43° 23′ 19″ nord, 1° 39′ 46″ ouest |                |            |      | Chapelle Saint-Michel-Garicoïtz de Saint-Jean-de-Luz         |
| Chapelle Saint-Blaise de Saint-Jean-le-Vieux                 | Saint-Jean-le-Vieux             |                                                                           | 43° 10′ 08″ nord, 1° 11′ 16″ ouest | « PA00084500 » | Inscrit MH | 1987 | Chapelle Saint-Blaise de Saint-Jean-le-Vieux                 |
| Chapelle Saint-Jean-Baptiste d'Urrutia                       | Saint-Jean-le-Vieux             |                                                                           | 43° 09′ 41″ nord, 1° 11′ 49″ ouest | « PA00084501 » | Inscrit MH | 1988 | Chapelle Saint-Jean-Baptiste d'Urrutia                       |
| Chapelle Saint-Jacques de Saint-Just-Ibarre                  | Saint-Just-Ibarre               |                                                                           | 43° 11′ 30″ nord, 1° 04′ 09″ ouest | « PA00125265 » | Inscrit MH | 1993 | Image manquante Téléverser                                   |
| Chapelle de la maison franciscaine Zabalik de Saint-Palais   | Saint-Palais                    |                                                                           | à géolocaliser                     |                |            |      | Image manquante Téléverser                                   |
| Chapelle de la Villa Quieta                                  | Saint-Pierre-d'Irube            |                                                                           | 43° 28′ 32″ nord, 1° 27′ 34″ ouest |                |            |      | Image manquante Téléverser                                   |
| Chapelle Sainte-Marie-Madeleine d'Amotz                      | Saint-Pée-sur-Nivelle           |                                                                           | 43° 20′ 07″ nord, 1° 32′ 54″ ouest |                |            |      | Chapelle Sainte-Marie-Madeleine d'Amotz                      |
| Chapelle Saint-Sauveur d'Occos                               | Saint-Étienne-de-Baïgorry       |                                                                           | 43° 10′ 52″ nord, 1° 19′ 12″ ouest |                | IA64000444 |      | Chapelle Saint-Sauveur d'Occos                               |
| Chapelle de Saint-Laurent de Guermiette                      | Saint-Étienne-de-Baïgorry       |                                                                           | 43° 10′ 12″ nord, 1° 18′ 51″ ouest |                |            |      | Chapelle de Saint-Laurent de Guermiette                      |
| Chapelle désaffectée de la Caserne                           | Sainte-Engrâce                  |                                                                           | à géolocaliser                     |                |            |      | Image manquante Téléverser                                   |
| Chapelle Sainte-Catherine de Santa Katalina                  | Sare                            |                                                                           | 43° 19′ 00″ nord, 1° 33′ 39″ ouest |                |            |      | Chapelle Sainte-Catherine de Santa Katalina                  |
| Chapelle Saint-Ignace de Col Saint-Ignace                    | Sare                            |                                                                           | 43° 19′ 29″ nord, 1° 36′ 02″ ouest |                |            |      | Image manquante Téléverser                                   |
| Chapelle Saint-Jean-Baptiste de Lehenbizkai                  | Sare                            |                                                                           | 43° 18′ 10″ nord, 1° 35′ 15″ ouest |                |            |      | Image manquante Téléverser                                   |
| Chapelle Notre-Dame-de-la-Pierre de Sarrance                 | Sarrance                        |                                                                           | à géolocaliser                     |                |            |      | Image manquante Téléverser                                   |
| Chapelle du monastère des Visitandines de Coudan             | Sault-de-Navailles              |                                                                           | à géolocaliser                     |                |            |      | Image manquante Téléverser                                   |
| Chapelle Saint-Martin de Sunarthe                            | Sauveterre-de-Béarn             |                                                                           | à géolocaliser                     |                |            |      | Chapelle Saint-Martin de Sunarthe                            |
| Chapelle Saint-Martin de Sunarthe                            | Sauveterre-de-Béarn             |                                                                           | à géolocaliser                     |                |            |      | Chapelle Saint-Martin de Sunarthe                            |
| Chapelle Saint-Martin de Simacourbe                          | Simacourbe                      |                                                                           | à géolocaliser                     |                |            |      | Image manquante Téléverser                                   |
| Chapelle de la Madeleine de Tardets-Sorholus                 | Tardets-Sorholus                |                                                                           | à géolocaliser                     |                |            |      | Image manquante Téléverser                                   |
| Chapelle de Soyarce                                          | Uhart-Mixe                      |                                                                           | à géolocaliser                     |                |            |      | Image manquante Téléverser                                   |
| Chapelle du collège Saint-François-Xavier d'Ustaritz         | Ustaritz                        |                                                                           | 43° 23′ 19″ nord, 1° 27′ 17″ ouest |                |            |      | Image manquante Téléverser                                   |
| Chapelle du couvent des Filles-de-la-Croix d'Ustaritz        | Ustaritz                        |                                                                           | 43° 24′ 06″ nord, 1° 27′ 27″ ouest |                |            |      | Image manquante Téléverser                                   |
| Chapelle la Madeleine d'Otsanzbeherea                        | Ustaritz                        |                                                                           | 43° 21′ 56″ nord, 1° 30′ 05″ ouest |                |            |      | Image manquante Téléverser                                   |
| Chapelle Sainte-Catherine de Herauritz                       | Ustaritz                        |                                                                           | 43° 25′ 12″ nord, 1° 28′ 01″ ouest |                |            |      | Chapelle Sainte-Catherine de Herauritz                       |
| Chapelle Saint-Michel de Saint-Michel (Pyrénées-Atlantiques) | Ustaritz                        |                                                                           | 43° 23′ 27″ nord, 1° 27′ 34″ ouest |                |            |      | Image manquante Téléverser                                   |